# Promiskuitiver Modus
Der promiskuitive Modus oder Promiscuous-Modus (aus dem englischen ‚promiscuous mode‘ entlehnt, etwa für „freizügiger Modus“) bezeichnet einen bestimmten Empfangsmodus für netzwerktechnische Geräte.

## Weitere Einzelheiten
In diesem Modus liest das Gerät den gesamten ankommenden Datenverkehr an die in diesen Modus geschaltete Netzwerkschnittstelle mit (anstatt nur den für das Gerät bestimmten Datenverkehr) und gibt die Daten zur Verarbeitung an das Betriebssystem weiter. Dies kann beispielsweise zum Betrieb virtueller Maschinen notwendig sein, die hierdurch eine eigene Netzwerkschnittstelle erhalten.
Geräte, die diesen Modus benutzen, können Kombinationen aus Switch und Router, Netzwerktester oder auch normale Computer mit Anschluss an ein Netzwerk sein.
Bei Wireless LANs (WLANs) werden im promiscuous mode auch Pakete weitergeleitet, die nicht an einen selbst gerichtet sind, aber es werden nur die Pakete des Netzwerks (Accesspoints) weitergeleitet, mit dem der Client gerade verbunden ist. Da das Herstellen einer Verbindung mit dem Netzwerk normalerweise mit einer Authentifizierung einhergeht, ist der promiscuous mode nicht geeignet, um Pakete eines Netzwerks aufzufangen, zu dem man keinen direkten Zugang hat. Will man alle Pakete, aller erreichbaren WLAN Netze empfangen, ist dazu der Monitor Mode nötig.
Das Gegenteil zu diesem Modus stellt der non-promiscuous mode dar. In diesem Modus verarbeitet das Gerät nur die an sich selbst gerichteten Pakete, was zum Beispiel in Ethernetnetzen über das Auswerten der MAC-Adresse geschieht, zuzüglich Broadcast- und Multicast-Pakete.

### Geswitchte Netzwerke
In Netzwerken, die durch Switches (im Gegensatz zu Hubs) gebildet werden, ist der Promiscuous-Modus zur Spionage nutzlos, da normalerweise an jedes Gerät nur die dafür bestimmten Pakete geleitet werden. VMs sind hiervon nicht betroffen, da diese aktiv mit ihrer Adresse im Netzwerk kommunizieren und daher vom Switch als eigenständiges Gerät erkannt werden.